# Felipe D'Agostini
Felipe D'Agostini (Porto Alegre, 9 de maio de 2000) é um jogador de futebol brasileiro conhecido por sua trajetória no esporte, que o levou das categorias de base do Internacional até o cenário competitivo do futebol universitário nos Estados Unidos.

## Carreira

### Início
Nascido em Porto Alegre, Felipe D'Agostini iniciou sua carreira nas categorias de base do Sport Club Internacional, um dos clubes de futebol mais prestigiados do Brasil. Durante sua formação, também teve uma passagem pelo São José-RS.[carece de fontes?]

### Transição para os Estados Unidos
Em 2017, Felipe recebeu a oportunidade de realizar um teste no Chicago Fire, equipe que compete na Major League Soccer (MLS) dos Estados Unidos. Foi nesse momento que ele percebeu o potencial do mercado americano e sua viabilidade para alcançar seus objetivos no futebol.[carece de fontes?]
Após voltar ao Brasil, Felipe enfrentou o dilema comum entre muitos atletas: a escolha entre continuar seus estudos ou prosseguir na carreira esportiva.[carece de fontes?]
A vida dele mudou em 2019 quando foi recrutado por um treinador americano, que lhe concedeu uma bolsa de estudos nos Estados Unidos devido às suas habilidades como jogador. Essa oportunidade permitiu a Felipe conciliar sua paixão pelo esporte com uma educação de alto nível e uma valiosa experiência no futebol internacional. Ele fez as malas e partiu para os Estados Unidos, assumindo a responsabilidade por sua própria jornada.[carece de fontes?]
Durante sua carreira universitária nos EUA, Felipe alcançou destaque, sendo eleito 3° Team All-American. Em 2021, transferiu-se para Barton Community College, onde desempenhou um papel fundamental ao ajudar sua equipe a conquistar o Campeonato Nacional, marcando dois gols na final do Regional. Encerrou o ano sendo agraciado com o prêmio individual mais prestigiado de sua categoria, o 1° Team All-American, que o reconheceu como o melhor jogador da liga.

### Oral Roberts University e Transferência para Syracuse
Atuando na divisão mais alta da melhor liga universitária do país, Felipe D'Agostini obteve sucesso logo em sua primeira temporada com a Oral Roberts University, sendo eleito a Melhor Transferência do Ano. Ele também esteve perto de conduzir sua equipe ao Campeonato Nacional durante sua passagem pela universidade.
No primeiro semestre de 2023, Felipe transferiu-se para a Universidade de Syracuse, continuando sua jornada no futebol universitário americano. Enquanto aguardava o início da temporada universitária, ele jogou em nível profissional na USL2 pelo Vermont Green FC.
Felipe fez sua estreia por Syracuse na temporada 2023/24, mantendo viva sua promissora carreira no esporte.